# Evil Lives Here: The Killer Speaks
Evil Lives Here: The Killer Speaks är en amerikansk kriminalserie vars första säsong har premiär den 1 oktober 2023. Seriens andra säsong hade premiär i april 2025.

## Handling
Serien ger en inblick i verkliga mördares hem och möter deras familjer. Den följer även med in i fängelserna för att höra direkt från mördarna själva.